# Тамиця (село)
Тамиця (рос. Тамица) — село в Онезькому районі Архангельської області Російської Федерації.
Населення становить 309 осіб. Входить до складу муніципального утворення Покровське поселення.

## Історія
Від 2004 року входить до складу муніципального утворення Покровське поселення.

## Населення
| 2002 | 2010 | 2012 |
| ---- | ---- | ---- |
| 296  | ↘245 | ↗309 |